# Jeuxvideo.com
JV
Pour les articles homonymes, voir JVC et JV.
Ne doit pas être confondu avec Jeuxvideo.fr.
Jeuxvideo.com, ou JV à partir de 2021, est un site web français spécialisé dans le jeu vidéo, fondé en 1997 par Sébastien Pissavy, Jérôme Stolfo et François Claustres. Le site est revendu à Gameloft en 2000, puis racheté par Hi-Media en 2006, qui le cède à son tour en 2014 au groupe Webedia.
Il est construit comme un outil d'information à destination des joueurs par une équipe de rédacteurs et propose notamment des actualités, des dossiers, des tests de jeux vidéo ou des présentations par vidéo. Les rédacteurs se déplacent sur les grands événements mondiaux, comme l'E3, le Tokyo Game Show, la Gamescom, la Paris Games Week ou l'IDEF afin de rencontrer les équipes de développement et suivre les jeux tout au long de leur cycle de vie, du développement jusqu'à la commercialisation.
Il héberge également des forums à très fort trafic, souvent dépeints comme les plus actifs de France, et dont l'administration du site déclare qu'ils sont la rubrique la plus consultée du site en juillet 2014. À ce sujet, le site fait l'objet depuis les années 2010 de diverses controverses liées à ses forums « Blabla 15-18 ans » et « Blabla 18-25 ans » sur lesquels ont été tenus des propos extrémistes, intégristes et des appels au harcèlement. En 2017, la rubrique forum se fait ainsi remarquer en raison d'appels au cyberharcèlement commis par certains membres et visant des féministes à la suite de l'affaire Harvey Weinstein. Le groupe propriétaire Webedia réagit dans un premier temps en durcissant la modération et en appliquant une censure par mots-clés, mesure vite abandonnée car n'ayant permis de lutter que partiellement contre le problème. Finalement, le nombre de modérateurs salariés est doublé.

## Histoire

### Origines et lancement (1995–2000)
En 1995, après son service militaire, Sébastien Pissavy décide d'allier sa passion pour l'informatique et pour les jeux vidéo en rédigeant l'Encyclopédie des Trucs et Astuces de Jeux vidéo (ETAJV) dont la première édition sort en juin 1995. Il enregistre l'encyclopédie sur disquette et la distribue gratuitement à son entourage. Le bouche à oreille pousse certains joueurs à envoyer des disquettes vierges à Pissavy et ses amis pour qu'ils y copient la dernière version de l'ETAJV, qui est mise à jour mensuellement. L'ETAJV est participative : certains joueurs envoient des astuces qui n'y figurent pas encore pour que Pissavy les ajoute. L'ETAJV est ensuite diffusée sur CD-ROM par des magazines de jeux vidéo tels que PC Fun, PC Loisirs et PC Team.
L'encyclopédie connaît un franc succès, et Pissavy décide alors de la diffuser sur Minitel via le serveur 3615 ETAJV. « Souvent considéré comme un handicap pour la démocratisation d'Internet, ce bon vieux Minitel franco-français a été au contraire pour nous un tremplin », explique-t-il. En 1996, l'ETAJV est disponible en téléchargement sur Internet. Au début de 1997, Sébastien Pissavy, alors âgé de vingt-trois ans, s'associe avec Jérôme Stolfo, dix-neuf ans, étudiant en design, et François Claustres, trente et un ans, qui termine une thèse d'économie monétaire pour créer avec leurs économies l'entreprise L'Odyssée Interactive, basée à Aurillac (une SARL au capital de 50 000 francs (7 600 €)) ; ils lancent en mars 1997 Jeuxvideo.com, un des premiers sites français spécialisés dans le domaine, et Jérôme Stolfo en devient l'administrateur. Le site connaît des débuts difficiles et survit grâce aux fonds personnels de ses fondateurs.

### Acquisitions par Gameloft et Hi-Media (2000–2013)
Au début des années 2000, la presse jeux vidéo entame un long déclin. Jeuxvideo.com, plus réactif, devient à cette période le site de référence pour l'actualité vidéoludique. Son audience est croissante : elle double chaque année depuis son lancement. En juin 2002, le nombre de pages vues mensuelles s'élève à plus de 55 millions ; celui-ci grimpe à 76 millions au cours du mois de novembre suivant.
En 2000, Pissavy cède 80 % de ses parts à Gameloft, une filiale d'Ubisoft, et continue à gérer l'entreprise en tant qu'indépendant. En 2006, Hi-Media acquiert 88 % de la société pour un montant de 22,6 millions d'euros.
Le 29 août 2012, Sébastien Pissavy démissionne de son poste de PDG, laissant sa place à Cédric Mallet (FortyTwo). En 2013, Jeuxvideo.com est hébergé sur plus de soixante serveurs, emploie près de quarante personnes et accueille plus de quatre millions de visiteurs uniques chaque mois. Il s'agit du plus grand média vidéoludique d'Europe.

### Acquisition par Webedia (depuis 2014)
Au début de juin 2014, la régie publicitaire de médias Webedia rachète le site pour la somme de 90 millions d'euros. Le 8 décembre 2014, une refonte complète du site, appelée « Respawn » et alors en développement depuis 2013, est mise en production. Passant d'une architecture très légère écrite majoritairement en C/CGI au PHP, le site connaît dans un premier temps d'importants problèmes de charge mais aussi de nombreuses autres instabilités. La refonte reçoit un accueil globalement négatif de la communauté.
À la fin du mois de janvier 2015, il est annoncé que Webedia souhaite déplacer les locaux de Jeuxvideo.com à Paris dans l'immeuble qui regroupe ses autres sites internet thématiques, en proposant aux 48 salariés de quitter le siège d'Aurillac contre une compensation. En avril 2015, la plupart des salariés ont déménagé à Paris ou attendent d'être rapatriés dans l'autre bureau de Toulouse. Une vingtaine de salariés n'a pas déménagé dans les nouveaux locaux et certains rédacteurs emblématiques quittent le site. Nicolas Charciarek, Clément Le Hyaric, Alexis Gautier, Sylvain Chane-Pane et Jean-Marc Walliman, qui font partie des employés licenciés, lacent le site ExtraLife.fr le 18 septembre 2015,.
L'acquéreur de Jeuxvideo.com annonce son ambition : « À Paris, la rédaction sera plus près des éditeurs de jeux vidéo et des acteurs du secteur. Elle s'est parfois vu reprocher de vivre un peu dans son coin, sans aller beaucoup sur les salons professionnels ». Un argumentaire auquel Sébastien Pissavy répond : « Je me suis battu pour que Jeuxvideo.com s'installe au départ à Aurillac. Cela n'a pas nui à la performance du site, qui est devenu leader en Europe et numéro trois mondial ». Le fondateur déplore une logique plus « financière » que les précédents actionnaires de Jeuxvideo.com, et voit les licenciements comme une « perte d'expérience », arguant que « les synergies peuvent aussi exister à distance ». Il conclut en souhaitant que le combat contre « l'autarcie » de la rédaction ne soit pas uniquement ambitionné par le rapprochement avec la régie publicitaire,.
À la mi-2015, Cédric Page, le fondateur du site Millenium, également racheté par Webedia dans l'année, remplace Cédric Mallet à la direction du site,. Le 28 juillet 2015, une polémique est déclenchée autour des conditions de travail des chroniqueurs. À la suite de la réception d'un courrier électronique de la part de la direction du site, les intimant de trouver un nouveau concept sous deux semaines sans quoi leurs contrats ne seraient pas renouvelés, plusieurs d'entre eux présentent leur démission. Le chroniqueur Charles Bardin d'After Bit affirme notamment avoir été payé 450 euros nets par mois pour environ 60 heures de travail hebdomadaire.
À la suite de cela, Ronan Letoqueux, « directeur » de NesBlog annonce la fin au 31 décembre de l'ensemble des émissions des youtubeurs faisant partie de NesBlog et étant diffusées sur Jeuxvideo.com, ou, à défaut, l'arrêt de diffusion de ces émissions sur les plateformes de Webedia. Dans le même temps, une baisse de la fréquentation du site est observée. Dans un sujet sur le forum de la communauté, le rédacteur en chef Frédéric Goyon dit, répondant à la polémique autour des chroniqueurs : « L'audience du site a connu une baisse lors du passage à Respawn. Petit à petit, nous l'endiguons sur certains contenus mais pas sur tous. Du coup, notre mission actuelle, c'est de réussir à relancer l'audience un peu partout sur le site ». Il précise également que la fréquentation était déjà en baisse avant le rachat par Webedia.
Le 27 mai 2019, Jeuxvideo.com lance un journal quotidien en direct centré sur le jeu vidéo sur Twitch animé par Lam Hua et Alvin_Stick diffusé sur la chaîne LeStream.
Le 23 juin 2021, Jeuxvideo.com revoit totalement son habillage et devient JV, ambitionnant d'élargir les univers éditoriaux de la marque vers le hardware, le high-tech et la pop culture.

## Axe éditorial

### Contenu
Jeuxvideo.com analyse et commente l’actualité des jeux vidéo, se positionnant comme un guide d'achat, à travers des articles d'information, des tests de jeu, des dossiers thématiques, des vidéos (chroniques, « Gaming Live », « vidéo test », …) et des podcasts. Le site propose également des astuces et des solutions pour aider les joueurs à surmonter les difficultés qu'ils rencontrent dans les jeux, et des versions de démonstration des nouveaux titres, que les internautes peuvent ainsi tester eux-mêmes,,. En 2022, le site étend son activité à l’actualité high-tech et à l’innovation en lançant sa plate-forme « JVTECH », accessible depuis la page d'accueil,.
Les tests de jeux prennent en compte la qualité des graphismes, de la bande-son, du système de jeu, du scénario, et leur durée de vie. À l'origine, chacun de ces critères reçoit une note distincte sur 20, et le test se conclut sur une note globale du jeu, sur 20 également. En 2013, le site troque les cinq notes intermédiaires contre une partie récapitulant les points positifs et négatifs du jeu. Selon une étude de 2012 comparant les notes attribuées aux jeux par les principaux médias vidéoludiques francophones, la moyenne des notes données par Jeuxvideo.com « peut être considérée comme « normale », mais s'élève de façon très marquée pour les jeux les plus connus ».
Interrogé sur l'optimisation pour les moteurs de recherche (SEO) dont font l'objet les contenus publiés sur les différents sites de Webedia, Cédric Siré explique en 2014 que « [les rédacteurs] acceptent d'avoir en plus de leur rédac chef éditorial […] un autre rédac chef qui s'appelle Google », afin que « les produits [que Webedia] écrit soient bien merchandisés sur le web. » Une enquête d'Arrêt sur images publiée en 2024 pointe sur le site « une véritable inflexion reléguant les contenus journalistiques au second plan » au cours des dix années qui ont précédé, se traduisant par le choix de titres plus « aguicheurs » pour le SEO, et une multiplication des « bons plans » (5720 articles en 2022 contre 165 en 2013) — des articles utiles à la survie économique du site, en permettant à JV de toucher une commission lorsqu'un internaute achète un produit via le lien « affilié » qui y figure — au détriment des tests (90 en 2023 contre 1030 en 2013) ; concernant ces derniers, l'enquête affirme que « la notation des jeux s'aligne aujourd'hui sur les volontés du lectorat » en s'appuyant sur un exemple donné par le rédacteur en chef Fabien Metsa : « Si tu penses que 16 est une bonne note mais que ce n'est pas le cas de tes lecteurs, ils risquent de se dire que tu as détruit le jeu. Il faut donc que notre grille d'évaluation soit la même que la leur. » L'enquête révèle aussi que les salariés de JV signent une « clause de non-dénigrement » envers Webedia, qui reste en vigueur même après leur départ.

### Chroniques
Depuis 2011, plusieurs chroniqueurs repérés sur internet ou ayant candidaté au site publient chaque semaine une vidéo sur Jeuxvideo.com, dans lesquelles ils abordent des sujets traitant du jeu vidéo. Toutes les chroniques ci-dessous sont réalisées par des membres extérieurs à Jeuxvideo.com, et sont à présent terminées. Elles sont classées ici par ordre de création.
- Le CLIQ : condensé de l'information quotidienne, émission produite par Uptown Prod et diffusée du lundi au vendredi à partir de janvier 2011 traitant l'actualité du jeu vidéo. L'animation fut dans un premier temps assurée par une voix-off et tout en images jusqu'au 6 mars 2012 où l'émission est présentée par Taïna Kubler, Marine Robin et Nicolas Catard jusqu'à l'arrêt définitif de l'émission le 28 février 2013.

- Les parties multi de Diablox9 : vidéos commentées de jeux en multijoueur jouées et commentées en direct par Benoit Moreillon, principalement des jeux de tir à la première personne. Ayant débuté le 1er juin 2011 comme la toute première chronique du site, elle se conclut le 16 novembre 2011.

- Fanta & Bob, les aventuriers de Minecraft : Chronique réalisée par TheFantasio974 et Bob Lennon, centrée sur le jeu Minecraft. Ayant débuté le 2 juin 2011 comme l'une des chroniques originelles, elle est la première à disparaitre, après une ultime émission d'adieux le 19 août la même année.

- Speed Game : diffusée le samedi et ayant débuté le 8 octobre 2011 comme l'une des chroniques originelles du site, cette émission est présentée par RealMyop et CoeurDeVandale[41], qui commentent des courses de speedrun, pratique particulière du jeu vidéo qui consiste à terminer un jeu le plus rapidement possible. Le principe de base est de voir les deux présentateurs commentant le speedrun record d'un jeu. L'émission se diversifie par la suite avec des speedrunners commentant les courses avec l'un des deux présentateurs, voire des speedrunners invités réalisant une performance durant le commentaire lui-même avec un objectif de temps. L'émission s'arrête en décembre 2015.

- 3615 Usul : diffusée le dimanche et ayant débuté le 23 octobre 2011 comme l'une des chroniques originelles du site, il s'agit d'une chronique écrite et présentée par Usul et Dorian Chandelier (au départ surnommé « Petit Gros »), abordant divers thèmes liés au jeu vidéo avec humour. La chronique fait une pause du 23 décembre 2012 au 13 janvier 2013 pendant laquelle est diffusée un documentaire en quatre parties sur le Tournoi des Légendes. Lors du retour de l'émission, les épisodes classiques alternent avec des épisodes spin-off, appelés « R&D » comme Merci Dorian, Super 3615 Turbo ou Usul Passion. La chronique prend fin lors d'une ultime émission d'adieux le 19 janvier 2014. Merci Dorian, émission spin-off sans la participation d'Usul, devient chronique à temps plein en remplaçant 3615 Usul sur le même créneau.

- Les expéditions inutiles : diffusée un mercredi sur deux et présentée par Mamytwink et Skunk, il s'agit d'une chronique à but exclusivement humoristique, à la base centrée sur le jeu World of Warcraft. Ayant débuté le 23 novembre 2011 en tant que l'une des chroniques originelles, elle commence en mai 2012 à traiter également d'autre jeux tels que Diablo III et Guild Wars 2. Le 11 septembre 2013, Jeuxvideo.com annonce le remplacement de Skunk par Sheshounet, ainsi qu'un nouveau changement de formule qui ne dure pas : après une unique émission diffusée le 24 septembre consacrée à la conférence Millenium Show, l'émission cesse sans annonce officielle, le site la rangeant dans la catégorie des anciennes chroniques quelque temps après.
- L'univers du jeu indépendant : diffusée le vendredi et réalisée par At0mium, cette chronique présente à chaque épisode un jeu issu de développeurs indépendants. Elle a débuté le 25 novembre 2011 comme l'une des premières chroniques, et s'est arrêtée le 28 décembre 2018, après 7 ans d'émission.

- #freshnews : émission dérivée du CLIQ produite par Uptown Prod diffusée du lundi au vendredi sur le site du 6 mars 2012 au 28 février 2013 traitant l’actualité du numérique.

- Scènes de jeu : chronique analysant principalement les cinématiques de jeu vidéo. Commencée le 7 août 2012 avec une vidéo d'introduction/annonce, sa quatrième émission diffusée le 2 octobre 2012 ne connait pas de suite.

- Crossed : diffusée un mercredi sur deux et réalisée, écrite, montée et présentée par Karim Debbache, (ses collaborateurs Gilles Stella et Jérémy Morvan y faisant parfois des apparitions en tant que comic reliefs), cette chronique est une émission d'analyse filmique sur ton humoristique de films en rapport avec l'univers du jeu vidéo (adaptations, films traitant du jeu vidéo, etc.). Elle a débuté le 6 février 2013, et s'est achevée après son 28e épisode diffusé le 16 avril 2014, Debbache préférant se concentrer sur d'autres projets dû aux limites d'un concept voulant lier film et jeux vidéo, afin de se concentrer sur le cinéma sur sa chaîne YouTube.

- Le Fond de l'Affaire : diffusée le lundi et réalisée et présentée par Maxime Robinet, elle présente les secrets et anecdotes de développement de jeux vidéo, et a débuté le 4 mars 2013. Au départ, l'émission était présentée par les personnages de Georges et B9T5 et contenait une intrigue. En février 2014, l'intrigue et ses personnages disparaissent de l'émission, désormais présentée par Maxime Robinet en voix-off. La suite de l'intrigue concernant les personnages de l'émission a été diffusée sur YouTube, mais les épisodes ont été supprimés depuis[42]. La chronique principale se diversifie alors avec des épisodes spéciaux traitant par exemple des Easter eggs dans les jeux ou des projets de jeux abandonnés. La chronique s'est arrêtée le 25 janvier 2016. Le 29 septembre 2016, Maxime Robinet annonce le retour de l'émission dans une nouvelle formule, intitulée "12 révélations de ouf guedin". Cette nouvelle formule ne sera finalement pas prise par Jeuxvideo.com mais par le site Bigeek.fr en janvier 2017[43].

- LFG - Looking For Games : diffusée le jeudi et présentée par Krayn et Joueur du Grenier, il s'agit d'une chronique traitant de MMORPG. Pendant un mois, les deux chroniqueurs présentent les aspects d'un MMORPG avec un nouvel épisode chaque semaine, changeant de jeu toutes les quatre émissions. Sébastien Rassiat, compère de Molas sur l'émission Joueur du Grenier, est également présent et présente un mot propre au vocabulaire MMORPG à chaque début d'émission. Débutée le 11 avril 2013, elle connait un hiatus du 6 février 2014 au 10 juillet de la même année, revenant alors avec une nouvelle formule traitant principalement de l'actualité du MMO. Fred et Seb sont moins présents dans cette nouvelle formule, et Usul participe à quelques épisodes en tant que voix-off. La chronique s'arrête définitivement en juillet 2015.

- Les Gamers de l'Extrême : chronique montrant trois gamers tentant de jouer à des jeux vidéo dans des attractions du Parc Astérix. La chronique s'est déroulée du 17 juin au 2 juillet 2013 avec trois épisodes.

- Draw in Game : commencée le 9 juillet 2013 et réalisée par Nyo, c'est une chronique dans laquelle une illustration liée à un jeu est réalisée. Les vidéos se terminent généralement par un commentaire de Nyo à propos du jeu et de son illustration. La chronique s'est arrêtée le 25 mars 2014.

- New Gamers Factory : chronique à l'essai dont l'objectif était de faire jouer à un jeu vidéo des personnes n'y étant pas habitués. Ayant débuté le 20 juillet 2013, elle s'arrête après seulement trois épisodes le 3 août 2013.

- Enyd, raconte nous une histoire : commencée le 22 octobre 2013, cette chronique voit Enyd raconter une histoire mythologique en l'illustrant avec le jeu The Elder Scrolls V: Skyrim. Elle s'arrête le 3 décembre la même année avec quatre épisodes.

- L'histoire du jeu vidéo : chronique présentée par Edward Ez, ayant débuté le 4 décembre 2013, et qui raconte l'histoire du jeu vidéo sous l'apparence d'un professeur donnant un cours à ses élèves. La chronique présentait au départ une intrigue autour du professeur, mais celle-ci disparaît en septembre 2014. En janvier 2015, Edward alterne les épisodes classiques, avec le professeur, avec d'autres épisodes sur des sujets diverses, toujours en rapport avec l'histoire du jeu vidéo, la chronique passant alors de bimensuelle à hebdomadaire. Elle s'est arrêtée le 20 octobre 2015.

- After Bit : émission culturelle sur l'analyse de la musique dans les jeux vidéo, se concentrant toutes les deux semaines sur l'étude de la musique d'un jeu vidéo en particulier. Elle est écrite et présentée par Charles Bardin et Antoine Tuloup. Chaque émission se termine par une reprise par l'équipe de l'une des musiques du jeu étudié. Cette émission débute le 21 décembre 2013. À la suite du départ de Tuloup en août 2014, le réalisateur Valentin Ducloux prend sa place aux côtés de Bardin pour la saison 2. Dans cette saison, l'émission traite principalement de plusieurs jeux par épisodes, soit faisant partie de la même série, soit tournant autour d'un même thème. L'émission s'arrête en juillet 2015. Une saison 3 a cependant eu lieu sur Gamekult Premium[44].

- Merci Dorian : émission traitant chaque dimanche d'un sujet du jeu vidéo en général réalisée, écrite et présentée par Dorian Chandelier. Il s'agissait originellement d'une émission « spin-off » occasionnelle de 3615 Usul, cependant après la fin de la dite émission, elle devient une chronique à temps plein le 23 février 2014. L'émission s'arrête en décembre 2015.

- Le Défi du Challenge : ayant débuté le 4 mai 2014, elle voit deux membres de Nesblog ou des invités s'affronter sur trois jeux vidéo distincts. Quelques épisodes spéciaux montrent une compétition entre huit challengers sur un même jeu. L'émission s'arrête en décembre 2015.

- Cover : chronique débutée le 20 août 2014, dans laquelle l'équipe d'After Bit reprend une ou plusieurs musiques de jeux vidéo en y changeant le style. La chronique s'est arrêtée le 1er juillet 2015.

- Pause Process : ayant débuté le 18 décembre 2014, cette chronique présentée par Roni, et parfois par Jordane, a pour but d'expliquer des procédés et techniques utilisées lors de la création de jeux vidéo. L'émission s'arrête le 9 juin 2016 sur Jeuxvideo.com, mais continue cependant sur YouTube grâce au financement participatif sur Tipeee[45].

- Parlons peu parlons pub : chronique débutée le 13 janvier 2015 dans laquelle les marionnettes Joe et Joey analysent des pubs de jeux vidéo autour d'un même thème (généralement un même jeu). L'émission s'arrête le 24 décembre 2015.

- Spoilers : chronique débutée le 7 septembre 2015 et présentée par Maxime Robinet, dans laquelle il raconte le scénario d'un jeu vidéo de manière humoristique en l'accompagnant d'images du jeu. Cette chronique s'est arrêtée le 27 février 2017.

- Seul face aux ténèbres : chronique présentée par Edward Ez dans laquelle ses amis Loucas et Arnaud jouent au jeu Alone in the dark tout en le découvrant. Leur partie est accompagnée d'explications d'Edward sur le jeu. La chronique a débuté le 27 octobre 2015 et s'est arrêtée le 19 janvier 2016 quand Loucas et Arnaud ont terminé le jeu.

- Rétro découverte : chronique débutée le 6 février 2016 et diffusée le samedi, dans laquelle Edward Ez fait découvrir un jeu rétro méconnu ou oublié. Edward se met par la suite à alterner les épisodes classiques avec des épisodes spéciaux tels que « L'histoire de… » dans lesquels il présente l'histoire d'un personnage à travers ses jeux vidéo, des épisodes sur les personnages de jeux vidéo oubliés, ou encore des épisodes sur les plus mauvais jeux d'une console. La chronique s'arrête le 26 janvier 2019 sur Jeuxvideo.com. Une saison supplémentaire a cependant lieu sur YouTube grâce au financement participatif sur Ulule[46]. Une troisième saison vit également le jour, à nouveau grâce à un financement participatif sur Ulule, diffusée à partir du 11 janvier 2020.

- Les perles de Steam : chronique présentée par Maxime Robinet dans laquelle celui-ci présente trois jeux de Steam à moins de 10 € par épisode. Cette chronique a commencé le 28 mars 2016 et s'est arrêtée le 23 mai de la même année avec seulement trois épisodes.

## Équipe
L'équipe de Jeuxvideo.com est composée de quarante-huit membres en août 2015. Le directeur est Cédric Page (JVC_Cedrix), qui remplace l'ancien directeur Cédric Mallet, et les responsables de la rédaction sont Frédéric Goyon (Rivaol), qui succède à Marc Pelatan (Hiro) au poste de rédacteur en chef et Yannick Le Fur (Logan) qui a pris la place de rédacteur en chef adjoint après le transfert de Frédéric Fau (Superpanda) au poste de responsable de communauté. Le 29 août 2012, le créateur du site, Sébastien Pissavy annonce qu'il quitte la direction du site. Cédric Page est aussi le directeur du site de jeux vidéo Millenium.
En 2022, la rédaction de JV compte deux rédacteurs en chef : Fabien Metsa (Anagund) depuis 2020 et Aymeric Lallée depuis 2021, et plusieurs rédacteurs fixes : Julien Louis (Carnbee), Julien Rateau (Silent_Jay), Alexis Zema (Indee), Nicolas Dixmier (Xsable), Pauline Leclercq (Tiraxa), Benjamin Annequet (Jinxeb), Charles-Antoine Moheng (Charlanmhg) et Camille Bouin (Effylia).
Anciens membres de la rédaction :
- Romendil (Valérie Précigout) : du 2 octobre 2000[49] au 3 mars 2016[50] ;
- Superpanda (Frédéric Fau) ;
- Dinowan (Nicolas Charciarek) : 2002 – 2015 ;
- Miniblob (Alexis Gautier) : 2008 – 2014 ;
- Lena (Florence Pelletier) : 2010 – 2013 ;
- Sylhas (Sylvain Chane-Pane) : 2013 – 2015 ;
- Hiro (Marc Pelatan) : 2006 – 2013 ;
- Pixelpirate (Clément Le Hyaric) : 2007 – 2012 ;
- Dharn (Christian Dubarry) : 2007 – 2013 ;
- Franck (Franck Guillaume) : 2006 – 2011[51] ;
- Rivaol (Frédéric Goyon) : 2006 – 2020 ;
- Logan (Yannick Le Fur) : 2002 – 2021 ;
- Aiste (Thomas Jacquemin) ;
- Kornifex (Olivier Laumonier) ;
- Pilou (Benoît Morel) ;
- Killy (Pierre Maugein) ;
- MrDeriv (Jérémy Satin) ;
- Epyon (Loïc Ralet) ;
- Kaaraj (Valentin Deveau) ;
- CptObvious (Jean-Marie Prival) ;
- JackBradford (Olivier Lehmann) ;
- Jihem (Jean-Marc Walliman ) ;
- Rupan (Pierre-Alexandre Conte) ;
- Turkish (Alexandre de Bourrousse) ;
- Lespol (Paul Mallemanche) ;
- Aubin Gregoire ;
- Panthaa (Yohan Bensemhoun) ;
- K-miye (Camille Suard) ;
- Jérôme Joffard ;
- [87] (Alexandre Hubert) ;
- Alvin_Stick (Alvin Haddadene) ;
- Jiikaa (Jean-Kléber Lauret) ;
- Antistar (Guillaume Leviach) ;
- Meakaya (Yaël Kunz);
- Spiral_Rocket (Marie Rivalin);

## Forums

### Fonctionnement et communauté
Jeuxvideo.com met à disposition de ses utilisateurs des forums consacrés à chaque jeu, à chaque matériel (consoles, ordinateur, ...) et aux divers genres de jeux, ainsi que des forums généralistes (sans lien avec les jeux vidéo), catégorisés selon les centres d'intérêt des visiteurs ou leur tranche d'âge, comme les forums « Blabla 15-18 ans » (le « 15-18 ») ou « Blabla 18-25 ans » (le « 18-25 »). Ces derniers figurent parmi les forums les plus actifs de France,,, : le « 18-25 » compte 40 millions de pages vues et 2 millions de messages postés en octobre 2016.
L'administration des forums de Jeuxvideo.com est, depuis 2009, en liaison active avec l'Office central de lutte contre la criminalité liée aux technologies de l'information et de la communication via une plateforme commune. Les autorités ont procédé régulièrement à des perquisitions à la suite de messages,.
Dans une interview de la directrice générale chargée du développement de Webedia parue le 24 juin 2021, celle-ci indique que la fermeture des forums « Blabla », qui ne sont par ailleurs plus monétisés, « fait partie de leurs réflexions ». Néanmoins, le responsable de la communauté Frédéric Fau indique qu'« à l'heure actuelle, ce n'est pas prévu ».
La communauté de Jeuxvideo.com donne naissance à de nombreux sites annexes, tels que les sites de fans L'antre JV et JV Flux ; des sites archivant le contenu des forums comme JV Archive, JV Stats, JV Stalker ; et l'hébergeur d'images Noelshack, racheté par Jeuxvideo.com en 2011.
Ces forums ont vu le développement d'une micro-culture forte, particulièrement à partir des années 2007 et 2008, avec l'apparition de divers phénomènes internet (ou mèmes) locaux,, mais aussi de « raids » envers d'autres sites web, diffusant ainsi son existence, et se forgeant une réputation mitigée sur le web francophone. Sur ce point, le « 15-18 » est parfois comparé à d'autres communautés importantes de l'époque, telles qu'en moindre mesure l'imageboard /b/ de 4chan,,. Les forums attirent par ailleurs l'attention des médias régulièrement : ses membres sont à l'origine de plusieurs canulars devenus viraux, et les initiatives émanant de militants féministes y sont souvent attaquées.

### Affaires médiatisées et controverses

#### Extrémisme politique
Au cours des années 2010, le forum « 18-25 » se distingue par une montée des propos haineux et de l'influence d'idéologies radicales et extrémistes. Dans une enquête publiée en septembre 2015, L'Obs parle d'une plate-forme qui « regorge de propos antisémites, homophobes, racistes et fanatiques, mal modérés », et rapporte le témoignage d'un utilisateur selon lequel quelques internautes s'y font « les porte-paroles de Daech »,. Plusieurs médias relèvent en janvier 2017 des problèmes récurrents de cyberharcèlement envers des militants politiques. En 2022, dans le contexte d'une affaire impliquant un groupuscule d'adolescents néonazis, le parquet général estime que Jeuxvideo.com fait partie « des lieux de recrutement autant que de formation d’une contre-culture qui se situe à la jonction entre l’univers des jeux en ligne et le milieu d’extrême droite masculiniste et antiféministe ».
À l'occasion de la campagne présidentielle de 2017, des « candidats qui se réclament de l’anti-système » emploient une stratégie visant à être présents sur internet pour « contourner les médias traditionnels » en instaurant « un dialogue direct avec le public ». À ce sujet, dès mars 2012, GQ rapporte qu'une cellule de vingt bénévoles affiliée au Front national serait active sur, entre autres, les forums de Jeuxvideo.com ; mais c'est en 2017 que Le Monde met en lumière l'existence d'une communauté de militants « souvent hors les murs, guère encartés, mais très actifs », se regroupant notamment sur les forums du site et décrits comme « les nouveaux colleurs d'affiches du Front national ». Ces internautes utilisent « des pseudonymes décalés et provocateurs, [et] manient à la perfection l’usage des mèmes […] et l’humour corrosif ». Les discussions qui « mettent régulièrement en scène Marine Le Pen ou l'un des thèmes forts de sa campagne » s'accumulent sur le forum et « donnent l'impression d'un certain enthousiasme pour la candidate parmi les participants. » En parallèle, Florian Philippot, alors vice-président du FN, insère dans ses vidéos de nombreuses références à l'univers du « 18-25 » et à la culture internet du forum comme par exemple cette apparition discrète du visage d'El Risitas qu'il place le 16 janvier 2017 dans l'une de ses vidéos sur Youtube.
Une enquête du Monde parue en 2017 permet toutefois de tempérer l'importance réelle des militants du Front national sur le forum de Jeuxvideo.com. En effet, près de la moitié de leurs messages sont produits par 6 % des membres, dont une dizaine d'utilisateurs qui « postent soixante-six fois plus que l'utilisateur moyen », ce qui participe de « la construction du « mythe » d'un 18-25 acquis corps et âme au FN ». Qui plus est, une vague de soutien à Jean-Luc Mélenchon, le candidat de la France insoumise, se produit déjà en novembre 2016 de façon inattendue, lorsqu'un sondage l'opposant à Marine Le Pen donne une quasi égalité entre les deux, malgré la réputation du forum. Mélenchon réagit dans sa vidéo hebdomadaire : « Je dois aussi un merci particulier au forum « 18-25 ans » de Jeuxvideo.com. Parce qu'ils ont dit des choses sympas pour moi. Donc à mon tour je dis : vive le forum de Jeuxvideo.com ! » ; dans la foulée, les sujets consacrés à Mélenchon se multiplient,.
Selon un modérateur du forum, une technique récurrente employée par les militants, « quel que soit leur parti favori », consiste à « partir d’un fait divers (un attentat, une phrase prononcée par un politique…) », notamment en partageant des articles issus de sites de « réinformation », « et conclure par un simple « qu’en pensez-vous ? » […] Ils n’ont même plus besoin de faire leur propagande eux-mêmes, juste à instiller les graines d’un débat malsain et attendre que ça se fasse tout seul. »
Confrontée à l'exaspération d'une partie des utilisateurs du « 18-25 » face à la proportion qu'y ont prise les sujets de discussion politiques sur la page d'accueil, la modération centralise les plus récurrents dans des sujets dédiés. La direction du site soutient quant à elle que la réputation du forum — « un réseau social, lieu d’expression libre » — n'a « pas effrayé les marques […]. Les annonceurs sont de plus en plus conscients de l’importance de laisser s’exprimer les jeunes sur les sujets de société et des efforts que nous faisons, contrairement à d’autres réseaux sociaux. Nous travaillons d’ailleurs avec la délégation interministérielle à la lutte contre le racisme, l’antisémitisme et la haine anti-LGBT et les associations représentatives. »

#### Attaques contre le «numéro anti-relous»
En octobre 2017, les militants féministes Clara Gonzales et Elliot Lepers lancent le « numéro anti-relous », un faux numéro de téléphone destiné à protéger les femmes des dragueurs insistants. Le numéro est rapidement saturé par des fausses demandes émanant d'applications mobiles permettant d'envoyer des SMS en masse et ses créateurs font ensuite l'objet de cyberharcèlement sur Twitter, de fausses commandes de nourriture à leur domicile et de harcèlement de la part de personnes se rendant elles-mêmes au domicile. Réagissant sur le service public à la polémique suscitée par le flooding du numéro « anti-relous », le directeur de Jeuxvideo.com, Cédric Page, condamne « ces agissements » tout en prenant la défense du forum, estimant que « ce qu'on y trouve est simplement l'expression de cette jeunesse ».
Le 1er novembre 2017, la journaliste féministe Nadia Daam s'agace de la situation dans une chronique sur Europe 1, et s'attaque au forum « 18-25 », le qualifiant entre autres de « poubelle à déchets non recyclables ». Elle subit en retour une campagne de harcèlement qui lui vaut un élan de solidarité de la part de la corporation médiatique. Une tribune, signée par une centaine de journalistes, abonde dans son sens désignant les membres du forum comme des « êtres lâches, minables et méprisables », appelant « la police et la communauté même du web » à mettre ces derniers « hors d'état de nuire ». À la suite de cette nouvelle polémique, la marque de pâtes Barilla, jusque-là sponsor du site, décide d'en retirer ses publicités. Webedia indique que « les topics évoquant cette Nadia Daam sont systématiquement effacés en prévention ». Par la suite, la journaliste dépose plainte, après quoi sept personnes accusées d'avoir participé aux raids sont appréhendées. À la suite de leur procès qui se déroule le 3 juillet 2018, deux d'entre elles sont condamnées à verser 2 000 € de dommages et intérêts, et à 6 mois de prison avec sursis,.

#### Menaces de fusillades dans des lycées
Le 17 mai 2013, le forum est médiatisé à la suite d'un sujet créé trois jours auparavant par un membre de la section « 18-25 ans », menaçant d'organiser une fusillade dans son lycée. L'information est relayée sur les chaînes d'information et dans les journaux nationaux, 750 policiers sont déployés, avant que l'auteur du message ne soit finalement identifié à partir des images des caméras de surveillance d'un cybercafé à Strasbourg,,. Le 11 janvier 2016, des menaces similaires mènent à l'évacuation d'un lycée à Compiègne,.

#### Fausses annonces de décès
Des membres du forum « 15-18 » organisent régulièrement la propagation de fausses annonces de décès de personnalités. Ils se servent notamment du site LePost.fr pour publier, en tant que contributeurs externes, de fausses informations non vérifiées par des journalistes — qui sont ensuite prises pour argent comptant par une partie du lectorat — et se coordonnent pour que ces rumeurs soient amplifiées sur les réseaux sociaux comme Twitter (X) et Facebook avant, enfin, d'être démenties. Ainsi, en février 2009, ce sont des canulars concernant la mort du comédien Ramzy Bedia et le suicide de la rappeuse amatrice Amandine du 38 qui circulent sur internet ; en février 2011, c'est la mort de l'acteur Jean Dujardin qui est évoquée sur Le Post,,,. En réaction, Sébastien Pissavy déclare que « ce fake aura au moins permis de mettre en lumière certaines dérives dans le traitement de l’information sur Internet, par des journalistes plus soucieux d’être les premiers à relayer une information que d’en vérifier la véracité ». D'une façon analogue, un « coup soigneusement préparé » à propos de la mort de l'ex-président Jacques Chirac est lancé en août 2014 sur la plate-forme collaborative du site de L'Express,.

#### Fuite de questions du baccalauréat
Le 20 juin 2011, un internaute utilisant le pseudo « Chaldeen » poste une photo d'une question de l'épreuve de mathématiques du baccalauréat scientifique à la veille de celle-ci. Cette fuite contraint le ministère de l'Éducation à revoir le barème de notation et à ne juger les candidats que sur les trois autres exercices. À travers un communiqué, Jeuxvideo.com présente ses excuses aux « élèves de la filière S qui ont été stressés par l’éventualité de devoir repasser leur épreuve » ; le site affirme en outre avoir effacé la discussion immédiatement après avoir pris connaissance de son caractère répréhensible, et avoir banni Chaldeen de son forum.
Le 18 juin 2012, un internaute du forum suggère aux étudiants en première scientifique se préparant à l'épreuve d'histoire-géographie de réviser « la guerre d'Algérie ». Le lendemain, le sujet est effectivement proposé, rappelant la fuite survenue l’année précédente. L’auteur du message évoque cependant une « intuition ».

#### Exploitation de failles dans le code du site
Dans la nuit du 22 août au 23 août 2015, des utilisateurs découvrent une faille XSS persistante touchant les modules de forums et de commentaires, et l'exploitent de façon à modifier certaines pages du site, notamment en les remplaçant par des images à l'aide de l'inclusion de code CSS. Plusieurs failles de ce type avaient déjà été exploitées sur les forums auparavant. Le site annonce, l'après-midi même, son intention de poursuivre les utilisateurs qui ont « empêché l'accès à une ou plusieurs pages » du site,.

#### Canulars visant la ville d'Issou
Depuis 2016, les habitants et les autorités de la ville d'Issou ont fait part de leur exaspération face aux divers canulars dont ils ont été victimes de la part d'utilisateurs du forum « 18-25 »,,,.

#### Autres affaires
En 2016, les forums s'illustrent plusieurs fois en étant à l'origine d'une affaire de plagiat de la part du vidéaste Math Podcast, de la fuite d'une vidéo d'insultes du footballeur Serge Aurier, ou encore une polémique portant sur un travail de démarchage pour une structure privée effectué par les étudiants de l'IUT de Valenciennes,. En 2018, l'ancienne actrice pornographique Nikita Bellucci porte plainte après une campagne de cyberharcèlement relayée sur le forum « 18-25 ».

## Logos

Logo de 1997 à 1999.
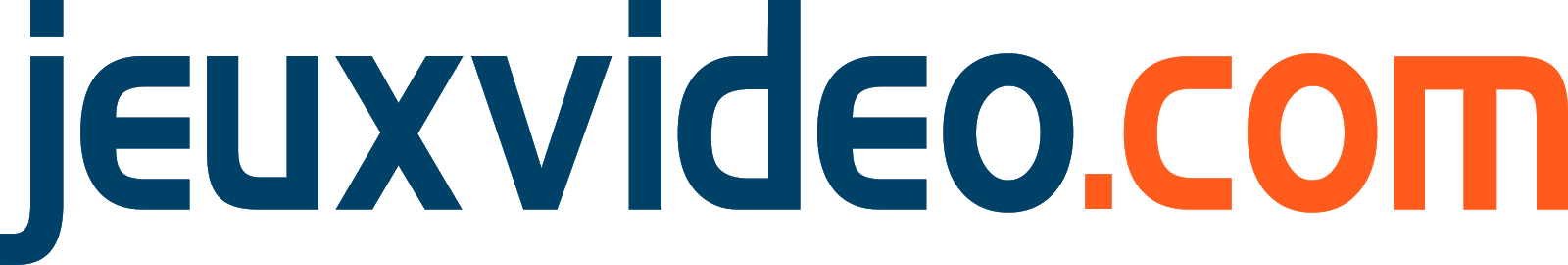
Logo de 2018 à 2021.
Logo depuis 2021.